# Janine Gerber
Janine Gerber (* 25. November 1974 in Karl-Marx-Stadt) ist eine deutsche Malerin.

## Leben
Sie studierte an der Akademie der Bildenden Künste München bei Jerry Zeniuk sowie an der Kunsthochschule Berlin-Weißensee bei Werner Liebmann und Katharina Grosse. Während ihres Studiums setzte sie sich mit der Farbflächenmalerei sowie der Lyrischen Abstraktion auseinander. 2018 erhielt sie den ersten Possehl-Kunstpreis für Lübecker Kunst.

## Werk
Janine Gerber untersucht die transformatorischen Qualitäten von Licht, bezogen auf den Bildraum und den Realraum. In ihren Gemälden und raumgreifenden Papierinstallationen versucht sie auch der Darstellbarkeit von Licht nachzugehen. Die Oberflächen und Bildflächen werden geöffnet, aufgelöst und neu definiert. Allein durch die Thematisierung des Lichtes transformieren die von ihr geschaffenen Flächen den flüchtigen Blick zu einer Entschleunigung des Sehens. Risse, Linien, Ränder und Grenzen sind zentrales Element und bilden den formalen Zusammenhalt ihrer durch abstrakte Formsprache zu beschreibenden Arbeiten. Die Werktitel wie „Falter der Stadt“, „Ein Teil sich lösend“ und „Ein Teil sich findend“ verorten diese abstrakten Setzungen gleichzeitig in einer äußeren Wirklichkeit.
Gerber malt unter anderem mit Ölfarbe und seit 2015 mit Tusche. „In dem Moment des Farbauftrags wird die Künstlerin zur Akteurin und der Malgrund zu ihrem Aktionsort. Jeder Druck, jede Drehung oder jeder auch noch so feine Pinselschwung hinterlässt Spuren auf der Leinwand, geradezu physische Strukturen oder auch kalligrafisch anmutende Passagen, die einen Rhythmus oder eine bildimmanente Spannung erzeugen.“
2005 begann sie, großformatige weiße und schwarz grundierte Papierbahnen von der Decke zum Boden zu installieren. Diesen fügt sie Einrisse oder Schnitte zu. „Das Papier erfährt mit den Einschnitten und Rissen in die Oberfläche eine Verwandlung vom zweidimensionalen Zeichenträger zur dreidimensionalen Skulptur, von einer verschlossenen zu einer geöffneten Situation.“

## Ausstellungen (Auswahl)
- Andere Verhältnisse, Jahresausstellung BBK HH / Performance "Papier Raumkörper" und Podiumsdiskussion, Kunsthaus Hamburg. 2024
- WORT, Günter-Grass-Haus, Lübeck, 2024 (Katalog)
- Night & Light, Schloss Agathenburg, 2023
- HanseArtworks, Kulturforum Alte Post, Neuss, 2022
- Re-Art. Readymade Recycelt Feat. Precious Plastic Overbeck-Gesellschaft, Kunstverein Lübeck, (Katalog) 2020
- Linking Transformations, Positionen japanischer und norddeutscher Gegenwartskunst, Stadtgalerie Kiel, (Katalog) 2020
- Was ich sehe blickt mich an, Einzelausstellung zum Preis der Possehl-Stiftung für Lübecker Kunst, Kettenlager/Gollan-Kulturwerft, Lübeck. 2019
- KunstBetriebe 3, Schloss Eutin und Museumsquartier St. Annen, Lübeck (Katalog), 2019
- zusammen.project (mit Merav Shinn Ben-Alon), Minshar School of Art. Israel/Tel Aviv, 2019
- Straight, Crooked, Shaped - Über die Linie, Galerie im Marstall, Ahrensburg (Katalog), 2018
- Losgelöst, Dithmarscher Landesmuseum, (Katalog). 2018
- KunstBetriebe 2, Landesgartenschau Eutin 2016 und Museumsquartier St. Annen, Lübeck, Galerie im Marstall, Ahrensburg (Katalog), 2016

## Sammlungen
- Mark-Rothko-Museum and Art Center, Daugavpils, Lettland
- Regierung der Stadt Harbin, China
- Staatsgemäldesammlungen München